# أعلى فلاحة

تعديل مصدري - تعديل

أعلى فلاحة هي إحدى قرى عزلة سرار بمديرية سرار التابعة لمحافظة أبين، بلغ تعداد سكانها 37 نسمة حسب تعداد اليمن لعام 2004.